# Remo nos Jogos Pan-Americanos de 2019 - Skiff duplo peso leve masculino
A competição do skiff duplo peso leve masculino foi um dos eventos do remo nos Jogos Pan-Americanos de 2019. Foi disputada no Albufera Medio Mundo, em Huacho, nos dias 6 e 9 de agosto.

## Calendário
Horário local (UTC-5).
| Data        | Horário | Fase          |
| ----------- | ------- | ------------- |
| 6 de agosto | 9:50    | Eliminatórias |
| 6 de agosto | 16:20   | Repescagem    |
| 9 de agosto | 9:30    | Final A       |

## Medalhistas
| Ouro   | MEX Alan Armenta e Alexis López             |
| Prata  | ARG Alejandro Colomino e Carlo Lauro Gracia |
| Bronze | CHI César Abaroa e Eber Sanhueza            |

## Resultados

### Eliminatórias
Bateria 1
| Pos. | Remador                               | Nacionalidade | Tempo   | Notas |
| ---- | ------------------------------------- | ------------- | ------- | ----- |
| 1    | Yhoan Uribarri Alexei Carballosa      | CUB Cuba      | 6:25.78 | FA    |
| 2    | Alejandro Colomino Carlo Lauro Gracia | ARG Argentina | 6:25.90 | FA    |
| 3    | Renzo León Gianfranco Colmenares      | PER Peru      | 6:26.80 | R     |
| 4    | Joshua King Spencer Kielar            | CAN Canadá    | 6:34.14 | R     |
| 5    | Álvaro Silva Felipe Klüver            | URU Uruguai   | 7:31.05 | R     |

Bateria 2
| Pos. | Remador                              | Nacionalidade      | Tempo   | Notas |
| ---- | ------------------------------------ | ------------------ | ------- | ----- |
| 1    | Alan Armenta Alexis López            | MEX México         | 6:24.84 | FA    |
| 2    | César Abaroa Eber Sanhueza           | CHI Chile          | 6:36.50 | FA    |
| 3    | Guillermo Fleitas Matías Ramírez     | PAR Paraguai       | 6:38.01 | R     |
| 4    | Ailson Eráclito Evaldo Becker        | BRA Brasil         | 6:45.50 | R     |
| 5    | James McCullough Twist Cooper Hurley | USA Estados Unidos | 7:56.54 | R     |

### Repescagem
Repescagem
| Pos. | Remador                              | Nacionalidade      | Tempo   | Notas |
| ---- | ------------------------------------ | ------------------ | ------- | ----- |
| 1    | Joshua King Spencer Kielar           | CAN Canadá         | 6:30.65 | FA    |
| 2    | Renzo León Gianfranco Colmenares     | PER Peru           | 6:31.82 | FA    |
| 3    | Guillermo Fleitas Matías Ramírez     | PAR Paraguai       | 6:37.75 | FB    |
| 4    | James McCullough Twist Cooper Hurley | USA Estados Unidos | 6:37.95 | FB    |
| 5    | Álvaro Silva Felipe Klüver           | URU Uruguai        | 6:39.93 | FB    |
| 6    | Ailson Eráclito Evaldo Becker        | BRA Brasil         | 6:43.71 | FB    |

### Final
Final B
| Pos. | Remador                              | Nacionalidade      | Tempo   | Notas |
| ---- | ------------------------------------ | ------------------ | ------- | ----- |
| 7    | Álvaro Silva Felipe Klüver           | URU Uruguai        | 6:43.13 |       |
| 8    | Guillermo Fleitas Matías Ramírez     | PAR Paraguai       | 6:43.50 |       |
| 9    | James McCullough Twist Cooper Hurley | USA Estados Unidos | 6:44.38 |       |
| 10   | Ailson Eráclito Evaldo Becker        | BRA Brasil         | DNS     |       |

Final A
| Pos.              | Remador                               | Nacionalidade | Tempo   | Notas |
| ----------------- | ------------------------------------- | ------------- | ------- | ----- |
| Medalha de ouro   | Alan Armenta Alexis López             | MEX México    | 6:28.65 |       |
| Medalha de prata  | Alejandro Colomino Carlo Lauro Gracia | ARG Argentina | 6:30.62 |       |
| Medalha de bronze | César Abaroa Eber Sanhueza            | CHI Chile     | 6:31.44 |       |
| 4                 | Yhoan Uribarri Alexei Carballosa      | CUB Cuba      | 6:31.66 |       |
| 5                 | Renzo León Gianfranco Colmenares      | PER Peru      | 6:36.01 |       |
| 6                 | Joshua King Spencer Kielar            | CAN Canadá    | 6:39.10 |       |